# Narcissus bulbocodium
Narcissus bulbocodium és una espècie del gènere Narcissus originari de la Mediterrània occidental, principalment de la península Ibèrica.

## Descripció
Narcissus bulbocodium es troba dins de la Secció botànica Bulbocodii junt amb altres espècies com N. blancoi, N. bulbocodium, N. cantabricus, N. hedraeanthus, N. obesus, N. romieuxii, etc.

### Fulles
Els membres d'aquesta secció tenen fulles de secció semicircular, la corona és cònica però la base es troba en la part superior. Els narcisos són plantes herbàcies bulboses; en aquesta espècie el bulb presenta túniques externes de color castany fosc les fulles són linears, de marge llis i de secció semicircular cobertes a la base per beines que venen del bulb per prolongació de les túniques externes.

### Flors
Les flors són solitàries de color groc amb un pedicel que les uneix a la inflorescència. La seva floració és del febrer a l'abril i creixent en prats i zones obertes de boscos caducifolis entre altres zones com pinedes i fagedes.

## Distribució
Es poden trobar en altituds des del nivell del mar fins a 2000m. La seva distribució ateny des de la desembocadura del riu Loira, França, la península Ibèrica fins al N. d'Àfrica, ja que també se la pot trobar en dunes i terrenys més aviat sorrencs. A la península però no seria probable als Pirineus ni a la costa mediterrània.

## Sinònims
- Corbularia aurea (Delile) Haw.
- Corbularia bulbocodium (L.) Haw.
- Corbularia bulbocodium subsp. aurea (Delile) Nyman
- Corbularia bulbocodium subsp. gallica (Rouy) Rouy
- Corbularia cantabrica Haw.
- Corbularia filifolia M.Roem.
- Corbularia graellsii (Webb ex Graells) Webb ex Willk. & Lange
- Corbularia herbertii Rouy
- Corbularia lobulata (Haw.) Haw.
- Corbularia schultesii M.Roem.
- Corbularia serotina Haw.
- Corbularia tenuifolia (Salisb.) Salisb.
- Corbularia turgida (Salisb.) Salisb.
- Narcissus aureus Delile
- Narcissus bulbocodium subsp. bulbocodium
- Narcissus bulbocodium var. graellsii (Webb ex Graells) Baker
- Narcissus bulbocodium subsp. graellsii(Webb ex Graells) K.Richt.
- Narcissus bulbocodium var. seortinus (Haw.) A.Fern.
- Narcissus bulbocodium var. tenuifolius (Salisb.) Baker
- Narcissus candicans Haw. ex Willk. & Lange
- Narcissus coornei DC.
- Narcissus gallicus Rouy
- Narcissus graellsii Webb ex Graells
- Narcissus inflatus Haw.
- Narcissus lobulatus Haw.
- Narcissus megacodium Durand ex Munby
- Narcissus tenuifolius Salisb.
- Narcissus turgidus Salisb.
- Queltia coornei (DC.) M.Roem.
- Stephanophorum infundibuliformis Dulac